# Edwin Fitch Northrup
Edwin Fitch Northrup (Syracuse (Nova Iorque), 23 de fevereiro de 1866 — 13 de maio de 1940) foi um físico estadunidense.
Edwin Fitch Northrup foi professor de física da Universidade de Princeton, de 1910 a 1920.
Estudou no Amherst College e na Universidade Johns Hopkins, onde obteve um doutorado em física em 1895. Foi depois professor assistente de Henry Augustus Rowland, trabalhando no desenvolvimento de sistemas telegráficos, sendo em seguida engenheiro chefe da recém fundada Rowland Printing Telegraph Company. Em 1903 foi co-fundador da Leeds & Northrup Company com Morris E. Leeds.